# フアン・フランシスコ・モレノ
フアンフラン（Juanfran）ことフアン・フランシスコ・モレノ・フエルテス（Juan Francisco Moreno Fuertes, 1988年9月11日 - ）は、スペイン・マドリード出身の元サッカー選手。現役時代のポジションはDF。

## 経歴
1996年からCDアバンセに所属していたフアンフランは、2007年にヘタフェCFのユースに加わり、テルセーラ・ディビシオンのリザーブチームでプレーした。そして、2008年3月12日に行われたSLベンフィカとのUEFAカップにてハイメ・ガビランとの交代で出場し、トップチームデビューを飾った。その11日後、アスレティック・ビルバオ戦でプリメーラ・ディビシオン初出場した。
セグンダ・ディビシオンBに所属するビジャレアルCF Bで1年間過ごした後、地元マドリードにあるレアル・マドリードと契約し、リザーブチームに加わった。2010年5月2日のCAオサスナ戦で、フェルナンド・ガゴとの交代で初めてトップチームの試合に出場。その年の夏、トップチームの監督を務めるジョゼ・モウリーニョは、フアンフランを含め5人の下部組織の選手をプレシーズンのアメリカ遠征に帯同させた。
2013年6月、レアル・ベティスへ移籍。
2014年にチャンピオンシップのワトフォードFCに150万ポンドで移籍することで合意したが、2014-15シーズンはデポルティーボ・ラ・コルーニャに期限付き移籍した。翌年ワトフォードに加入し、再びデポルティーボにレンタルされた。2017年7月、デポルティーボに完全移籍。
2019年7月29日、アランヤスポルに2年契約で移籍。
2022年6月23日、マラガCFに1年契約で移籍。
2023年1月、レアル・オビエドに移籍。